# Feliciano Perducca
Feliciano Ángel Perducca (Buenos Aires, 9 giugno 1901 – 22 agosto 1976) è stato un calciatore argentino, di ruolo attaccante.

## Caratteristiche tecniche
Giocava come interno, sia sul lato destro del campo che su quello sinistro.

## Carriera

### Club

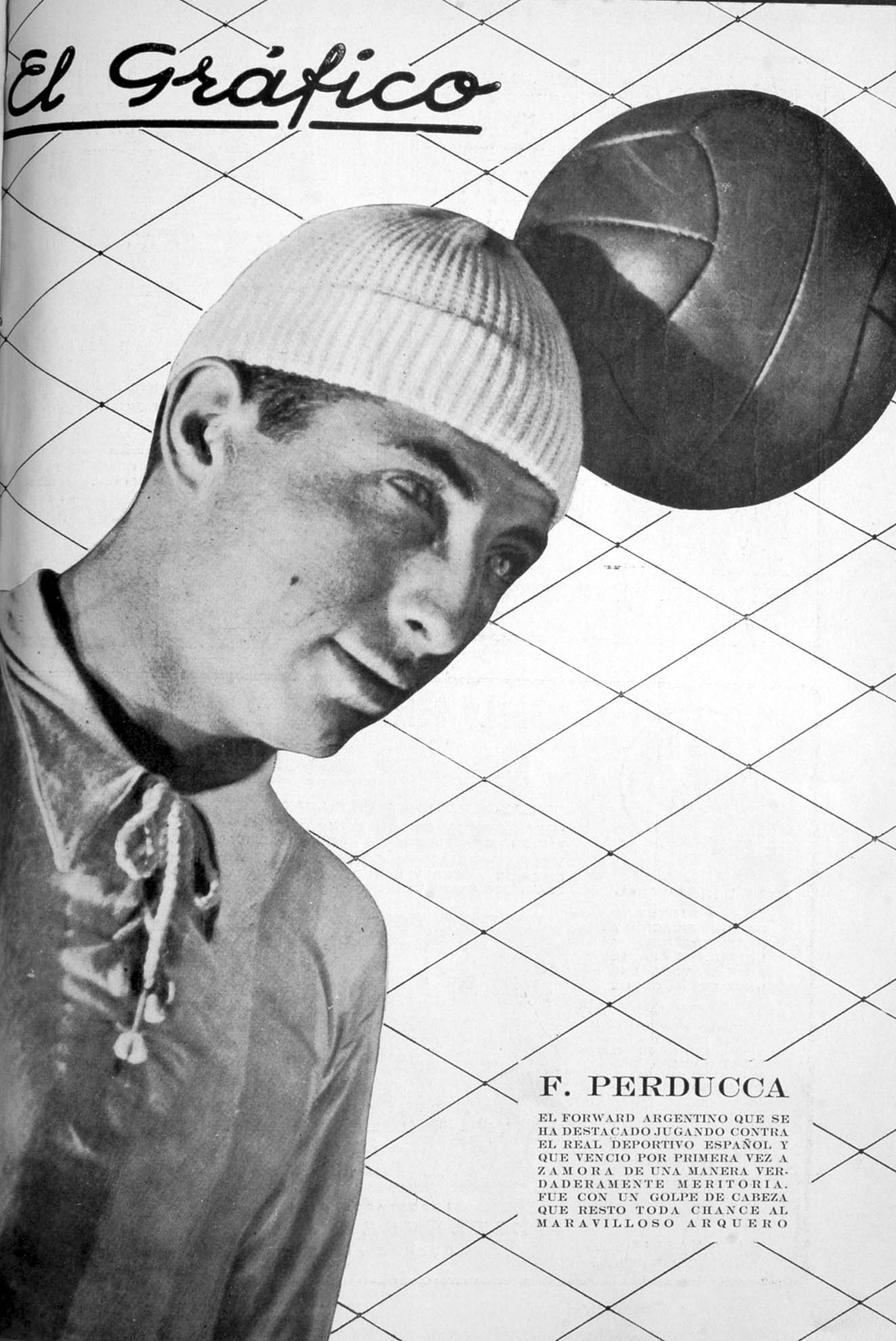
F. Perducca (1926).

Perducca divise la propria esperienza giovanile tra Temperley e Independiente: nel primo club entrò nel 1916, e vi rimase fino al 1922, giocando con la Cuarta División; nel 1922 passò all'Independiente, e integrò la formazione giovanile che vinse la Copa Competencia: in tale competizione, Perducca realizzò 32 reti, divenendone capocannoniere. Rientrò quindi al Temperley, per giocare in prima squadra: esordì il 22 aprile 1923 contro il Platense Retiro, e segnò il primo gol alla 17ª giornata del torneo del 1924 contro l'Argentino de Quilmes. Tra il 1926 e il 1928 figurava tra i tesserati del Boca Alumni, mentre nel 1927 concluse la sua esperienza con il Temperley. Nel 1928 passò al Racing Club di Avellaneda, e vi disputò la seconda edizione della Primera División della AAAF; in quel torneo realizzò 19 gol. Nel 1932 partecipò alla stagione 1932 del campionato professionistico organizzato dalla Liga Argentina de Football; vestendo la divisa del Talleres di Remedios de Escalada scese in campo in un unico incontro.

### Nazionale
Perducca debuttò in Nazionale maggiore il 9 luglio 1925 contro il Paraguay, in una gara valida per la Copa Chevallier Boutell. Nella medesima competizione disputerà poi altre due partite, il 29 maggio e il 3 giugno 1926. Fu convocato per il Campeonato Sudamericano del 1926, che si tenne in Cile: scese in campo il 31 ottobre nella gara con i padroni di casa, conclusasi 1-1. Nel 1928 tornò a far parte dei convocati dell'Argentina: il commissario tecnico José Lago Millán lo chiamò per integrare la rosa dei partecipanti a Amsterdam 1928. Perducca fu impiegato nella ripetizione della finale con l'Uruguay, persa dall'Argentina per 2-1.

## Statistiche

### Cronologia presenze e reti in nazionale
| Cronologia completa delle presenze e delle reti in nazionale ― Argentina | Cronologia completa delle presenze e delle reti in nazionale ― Argentina | Cronologia completa delle presenze e delle reti in nazionale ― Argentina | Cronologia completa delle presenze e delle reti in nazionale ― Argentina | Cronologia completa delle presenze e delle reti in nazionale ― Argentina | Cronologia completa delle presenze e delle reti in nazionale ― Argentina | Cronologia completa delle presenze e delle reti in nazionale ― Argentina | Cronologia completa delle presenze e delle reti in nazionale ― Argentina |
| Data                                                                     | Città                                                                    | In casa                                                                  | Risultato                                                                | Ospiti                                                                   | Competizione                                                             | Reti                                                                     | Note                                                                     |
| ------------------------------------------------------------------------ | ------------------------------------------------------------------------ | ------------------------------------------------------------------------ | ------------------------------------------------------------------------ | ------------------------------------------------------------------------ | ------------------------------------------------------------------------ | ------------------------------------------------------------------------ | ------------------------------------------------------------------------ |
| 9-7-1925                                                                 | Buenos Aires                                                             | Argentina                                                                | 1 – 1                                                                    | Paraguay                                                                 | Copa Rosa Chevallier Boutell                                             | 0                                                                        |                                                                          |
| 29-5-1926                                                                | Buenos Aires                                                             | Argentina                                                                | 2 – 1                                                                    | Paraguay                                                                 | Copa Rosa Chevallier Boutell                                             | 0                                                                        |                                                                          |
| 3-6-1926                                                                 | Buenos Aires                                                             | Argentina                                                                | 2 – 1                                                                    | Paraguay                                                                 | Copa Rosa Chevallier Boutell                                             | 0                                                                        |                                                                          |
| 31-10-1926                                                               | Santiago del Cile                                                        | Cile                                                                     | 1 – 1                                                                    | Argentina                                                                | Campeonato Sudamericano de Football                                      | 0                                                                        |                                                                          |
| 13-6-1928                                                                | Amsterdam                                                                | Uruguay                                                                  | 2 – 1                                                                    | Argentina                                                                | Olimpiadi 1928                                                           | 0                                                                        |                                                                          |
| Totale                                                                   |                                                                          | Presenze                                                                 | 5                                                                        |                                                                          | Reti                                                                     | 0                                                                        |                                                                          |

## Palmarès

### Nazionale
- Argento olimpico: 1

Amsterdam 1928